# Lampanyctus

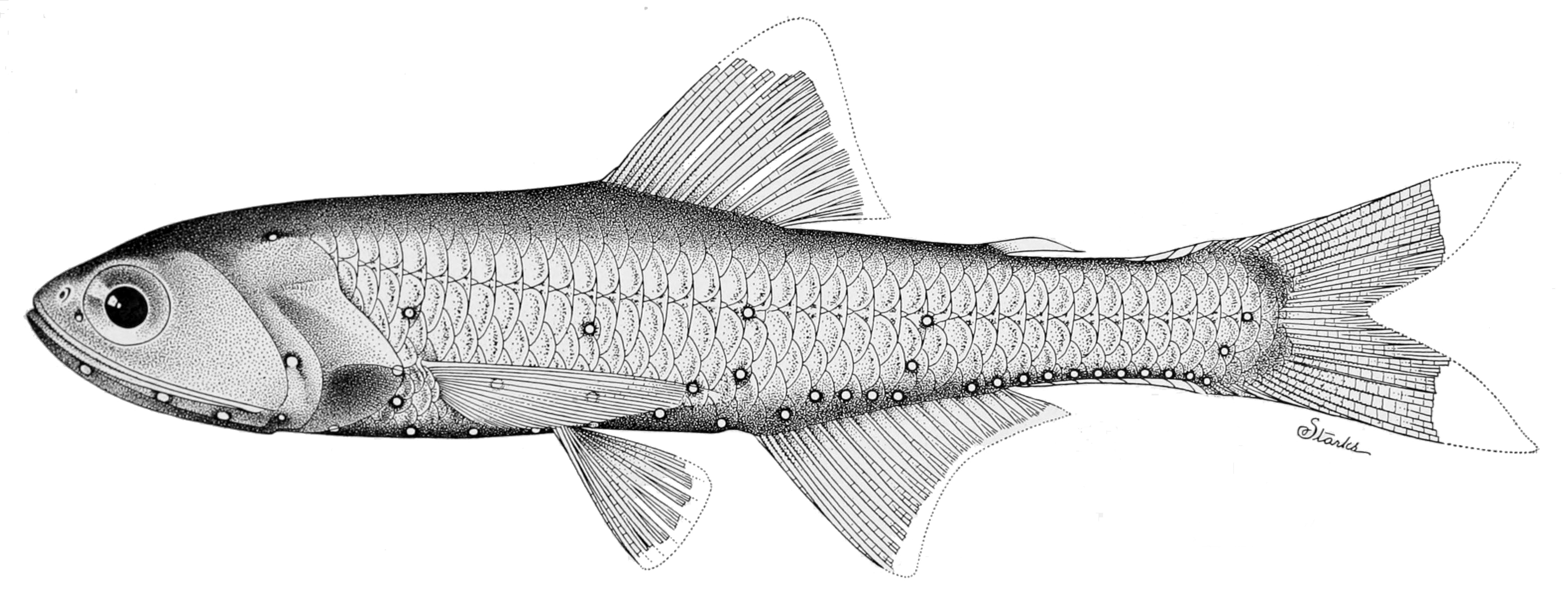
L. omostigma

El género Lampanyctus son peces marinos de la familia mictófidos, distribuidos por gran parte de los mares y océanos del mundo.
Son especies oceánicas que viven en aguas profundas de día y ascienden durante la noche.

## Especies
Existen 22 especies válidas en este género:
- Lampanyctus acanthurus (Wisner, 1974)
- Lampanyctus alatus (Goode y Bean, 1896)
- Lampanyctus australis (Tåning, 1932) - Linternilla del sur
- Lampanyctus crocodilus (Risso, 1810) - Madre de la anchoa
- Lampanyctus festivus (Tåning, 1928)
- Lampanyctus hubbsi (Wisner, 1963)
- Lampanyctus intricarius (Tåning, 1928)
- Lampanyctus iselinoides (Bussing, 1965)
- Lampanyctus jordani (Gilbert, 1913)
- Lampanyctus lepidolychnus (Becker, 1967)
- Lampanyctus macdonaldi (Goode y Bean, 1896)
- Lampanyctus macropterus (Brauer, 1904)
- Lampanyctus nobilis (Tåning, 1928)
- Lampanyctus omostigma (Gilbert, 1908)
- Lampanyctus parvicauda (Parr, 1931) - Pez-linterna o Mictófido
- Lampanyctus photonotus (Parr, 1928)
- Lampanyctus pusillus (Johnson, 1890) - Pez-linterna menor
- Lampanyctus simulator (Wisner, 1971)
- Lampanyctus steinbecki (Bolin, 1939) - Pez-linterna de aleta larga
- Lampanyctus tenuiformis (Brauer, 1906)
- Lampanyctus turneri (Fowler, 1934)
- Lampanyctus vadulus (Hulley, 1981)